# Ginóforo
Ginóforo é a designação dada em botânica descritiva ao sustentáculo que nasce do receptáculo da flor, e que contém somente os órgãos femininos. Consiste em geral num pedúnculo que suporta o gineceu, a parte produtora de óvulos da flor, elevando-o acima do ponto de ramificação das outras partes florais.
Entre os géneros de plantas que apresentam flores com ginóforo estão os géneros Telopea, Typha e Brachychiton.